# Edie McClurg
Pour les articles homonymes, voir McClurg.
Edie McClurg est une actrice américaine née le 23 juillet 1951, à Kansas City (Missouri).

## Filmographie
- 1962 : Les Jetson (The Jetsons) (série télévisée) (voix)
- 1976 : Carrie au bal du diable (Carrie) : Helen
- 1974 : Tony Orlando and Dawn (série télévisée) : Regular (1976)
- 1977 : The Kallikaks (série télévisée) : Venus Kallikak
- 1977 : Cracking Up
- 1978 : A Home Run for Love (TV)
- 1979 : Scooby-Doo et Scrappy-Doo (Scooby-Doo and Scrappy-Doo) (série télévisée) (voix)
- 1980 : Cheech & Chong's Next Movie : La mère de Gloria
- 1980 : Oh, God! Book 2 de Gilbert Cates : La secrétaire de M. Benson
- 1981 : The Pee-wee Herman Show (TV) : Hermit Hattie
- 1981 : Les Schtroumpfs (The Smurfs) (série télévisée) (voix)
- 1981 : Harper Valley P.T.A. (en) (série télévisée) : Willamae Jones (1981)
- 1982 : Eating Raoul : Susan, l'échangiste en fourrure
- 1982 : Working (TV) : Switchboard Operator
- 1982 : No Soap, Radio (série télévisée) : Marion
- 1982 : Pandemonium : Mme Grange (mère de Blue)
- 1982 : Brisby et le Secret de NIMH (The Secret of NIMH) : Miss Right (voix)
- 1983 : Mister Mom : Check Out Lady
- 1983 : Bill: On His Own (TV) : Angela
- 1984 : Cheech & Chong's The Corsican Brothers : La Reine
- 1984 : Les Snorky (The Snorks) (série télévisée) : Mme Seaworthy (voix)
- 1985 : Les Treize Fantômes de Scooby-Doo (The 13 Ghosts of Scooby-Doo) (série télévisée) (voix)
- 1986 : Les Bons Tuyaux (The Longshot) : Donna
- 1986 : La Folle Journée de Ferris Bueller (Ferris Bueller's Day Off) : Grace, la secrétaire de l'école
- 1986 : À fond la fac (Back to School) : Marge Sweetwater
- 1987 : Un ticket pour deux (Planes, Trains & Automobiles) : La guichetière de la location de voitures
- 1988 : Auto-école en folie (Crash Course) (TV) : Beth Crawford
- 1988 : La Vie en plus (She's Having a Baby) : Beauregard
- 1988 : Elvira, maîtresse des ténèbres (Elvira, Mistress of the Dark) : Chastity Pariah
- 1988 : The Hogan Family (série télévisée) : Patty Poole
- 1988 : Le Bal de l'école (TV) : Ruth Strull
- 1989 : La Petite Sirène (The Little Mermaid) de John Musker et Ron Clements : Carlotta (voix)
- 1990 : Super Baloo (TaleSpin) (série télévisée) (voix)
- 1990 : Gravedale High (série télévisée) (voix)
- 1990 : Bobby's World (série télévisée) : Tante Ruth Generic (voix)
- 1990 : Menu for Murder (TV) : Patsy Webber
- 1991 : La P'tite Arnaqueuse (Curly Sue) de John Hughes : Secrétaire
- 1991 : Drexell's Class (série télévisée) : Principal Marilyn Ridge (1991-1992)
- 1992 : Les Vacances des Tiny Toon (Tiny Toon Adventures: How I Spent My Vacation) (vidéo) : Winnie Pig (voix)
- 1992 : La Famille Addams (The Addams Family) (série télévisée) : Mme Normanmeyer (voix)
- 1992 : Et au milieu coule une rivière (A River Runs Through It) : Mme Burns
- 1992 : Les Nouveaux Mousquetaires (Ring of the Musketeers) (TV) : Temp Agency Agent
- 1993 : Stepmonster (en) : Dr Emmerson
- 1993 : Living and Working in Space: The Countdown Has Begun (vidéo) : DMV Clerk
- 1993 : Airborne de Rob S. Bowman : Tante Irene
- 1993 : Problem Child (série télévisée) (voix)
- 1994 : Tueurs nés (Natural Born Killers) : La mère de Mallory
- 1994 : Life with Louie: A Christmas Surprise for Mrs. Stillman (TV) : Ora Anderson (Mère) (voix)
- 1995 : Life with Louie (en) (série télévisée) : Mme Anderson (voix)
- 1995 : Paradis d'enfer (Under the Hula Moon) : Dolly
- 1996 : Otages en balade (Carpool) : La mère de Franklin (voix)
- 1996 : Inhumanoid (TV) : Dr Marianne Snow
- 1997 : Casper, l'apprenti fantôme (Casper: À Spirited Beginning) (TV) : Libraire
- 1997 : Flubber : Martha George
- 1998 : Ted : Mère
- 1998 : Columbo - En grande pompe (Columbo: Ashes to Ashes) (TV) : Mme Lerby
- 1998 : Mister G. (Holy Man) : Laundry Lady #2
- 1998 : 1 001 Pattes (A Bug's Life) : Dr Flora (voix)
- 1998 : Les Razmoket, le film (The Rugrats Movie) de Norton Virgien et Igor Kovaljov : Infirmière (voix)
- 1998 : Mrs. Murphy mène l'enquête (Murder She Purred: À Mrs. Murphy Mystery) (TV) : Miranda Hoggendobber
- 1999 : Rocket Power (série télévisée) : Violet Stimpelton
- 1999 : The Kids from Room 402 (série télévisée) : Mme McCoy (voix)
- 1999 : Can't Stop Dancing : Beverly McGuire
- 1999 : The Manor : Mme Ellen French
- 1999 : Crashbox (série télévisée) : Revolting Slob: Female Polite Voice (voix)
- 2000 : Raccroche ! (Hanging Up) de Diane Keaton : Esther
- 2000 : Meeting Daddy
- 2000 : Clifford le gros chien rouge (série télévisée) : Mme Violet Bleakman (voix)
- 2000 : La Petite Sirène 2 (The Little Mermaid II: Return to the Sea) (vidéo) : Carlotta (voix)
- 2002 : Rocket Power: Race Across New Zealand (TV) : Violet
- 2002 : American Party (Van Wilder) : Campus Tour Guide
- 2002 : Changing Hearts : Infirmière Rollins
- 2002 : Le Maître du déguisement (The Master of Disguise) de Perry Andelin Blake : Mère Disguisey
- 2002 : Now You Know : Pat
- 2003 : Air Bud superstar (Air Bud : Spikes Back) (vidéo) : Grand-mère
- 2003 : Dickie Roberts, ex enfant star (Dickie Roberts: Former Child Star) : Mme Gertrude
- 2003 : Fish Without a Bicycle : Greta
- 2004 : La ferme se rebelle (Home on the Range) (voix)
- 2004 : Breaking Dawn : Infirmière Olivia
- 2004 : Mickey, il était deux fois Noël (Mickey's Twice Upon a Christmas) (vidéo) (voix)
- 2005 : Dans ses rêves (Everything You Want) (TV) : Mary Louise Morrison
- 2005 : Les Experts (TV) (épisode 5.15 : La chambre secrète)
- 2006 : To Kill a Mockumentary (vidéo) : Estelle
- 2006 : Cars (Cars) : Minny (voix)